# Bronson Pelletier
Bronson Pelletier (Edmonton, 31 de dezembro de 1986) é um ator canadense, mais conhecido por seu papel na saga Crepúsculo Lua Nova como Jared, um lobisomem.

## Carreira
Pelletier é ultimamente mais conhecido por seu papel como Jared, um lobisomem Quileute a partir de New Moon Lua Nova, a continuação da saga Twilight Crepúsculo (série), de Stephenie Meyer. O último filme da saga, Amanhecer: Parte 2, acabou de ser lançado, encerrando sua participação na saga. Tanto Lua Nova como Eclipse foram filmados em Vancouver, Canadá. Em maio de 2017, Pelletier assinou contrato com a Shakir Entertainment Management, com sede em Nova York.

## Vida Pessoal
Bronson Pelletier tem ascendência plains cree e também ascendência francesa, e tem quatro irmãos. Recentemente, viajou para Nova Zelândia para promover o filme Lua Nova, o que foi uma viagem muito bem sucedida, participando de  muitas entrevistas. Participou da Expo Armageddon em Auckland. É casado desde 2012 com a modelo Sabine Moestrup.

## Filmografia
| Ano  | Trabalho                               | Personagem         |
| ---- | -------------------------------------- | ------------------ |
| 2005 | Dinosapien                             | Kim Nesman         |
| 2008 | Renegadepress.com                      | Jack Dido Sinclair |
| 2009 | A Saga Crepúscul: Lua Nova             | Jared Sampson      |
| 2010 | A Saga Crepúsculo: Eclipse             | Jared Sampson      |
| 2011 | A Saga Crepúsculo: Amanhecer – Parte 1 | Jared Sampson      |
| 2012 | A Saga Crepúsculo: Amanhecer – Parte 2 | Jared Sampson      |
| 2015 | Fishing Naked                          | David Brin         |
| 2018 | Conundurum: Secrets Among Friends      | Gavin Cinelli      |